# Rolschaatsclub de Lichtstad
Le Rolschaatsclub de Lichtstad ou RC Lichtstad est un club de rink hockey de la ville néerlandaise d'Eindhoven.
Il est fondé en 1965 et participe au Dutch NRBB, qui est la compétition du plus haut-niveau aux Pays-Bas. C'est le club le plus titré de Hollande avec un total de 24 titres nationales (16 en championnat et 8 en coupe).
Son principal succès sur le plan international est sa participation à la finale de la première coupe CERS lors de la saison 1980-81 durant laquelle le club s'incline face aux portugais du GD Sesimbra

## Palmarès
16 Championnats néerlandais : 1970, 1974, 1975, 1977, 1978, 1979, 1981, 1983, 1984, 1992, 1993, 2000, 2001, 2012, 2013, 2014
8 Coupes néerlandaises : 1979, 1981, 1983, 1985, 1992, 1993, 2002, 2011